# ブルーダイヤモンドグロワーズ

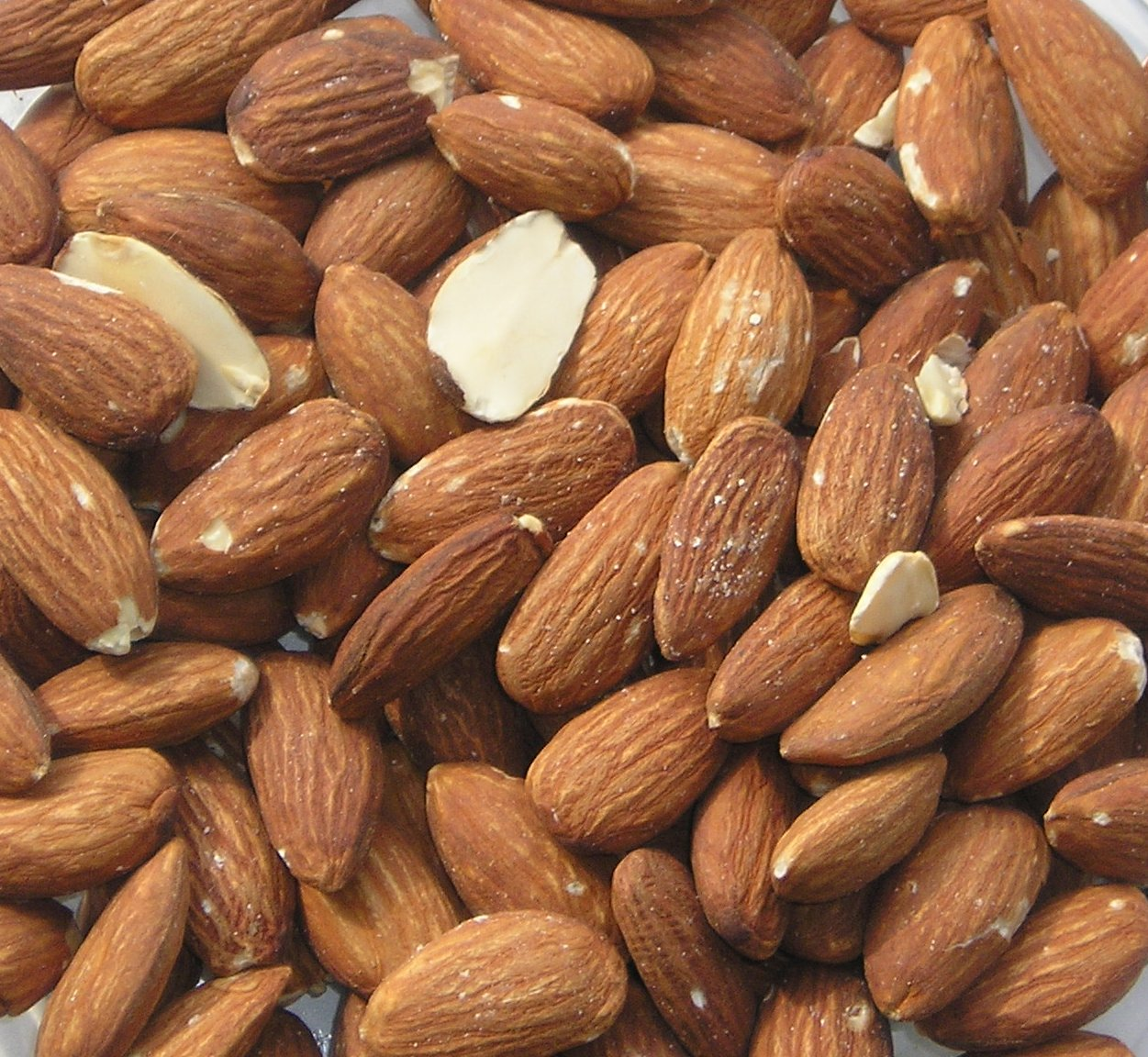
Blue Diamond Growersは、大量のアーモンドを加工している。

ブルーダイヤモンドグロワーズ（英語: Blue Diamond Growers ）は、アーモンドを専門とするカリフォルニアの農業協同組合およびマーケティングボードである。
同社は、ローストアーモンド（「ブルーダイヤモンド（Blue Diamond）」ブランド）やアーモンドミルク（「アーモンドブリーズ（ Almond Breeze）」ブランド）など、さまざまな形でアーモンド製品の生産をしている。
1910年にカリフォルニアアーモンドグローワーズエクスチェンジとして設立されたこの組織は、木の実の加工およびマーケティング会社として世界最大であると説明している。 3,500のアーモンド生産者にサービスを提供し、アーモンドの作物（10億ドル以上と評価される）をカリフォルニア最大の食品輸出に役立てている。   
協同組合は非公開企業であるため、売上高は公表していないが、日刊新聞のThe Sacramento Beeは、2009年の年間売上高は約7億9,000万ドルと推定している。  
組織はカリフォルニア州サクラメントに本社を置いている。 2004年から2008年まで、 国際ロングショアおよび倉庫連合による処理工場での労働者の組織化の試みに抵抗した。組合に対するキャンペーンにより、 労働組合委員会は、ブルーダイアモンドが連邦労働法に違反していると判断した。 しかし、2008年11月、組合は支部を設立するためにNLRBの監督下の投票を失った。

## 年表

### 1850年
- カリフォルニアの開拓者たちは、サクラメントの土壌が地中海によく似た「夏は暑くて乾燥し、冬は冷涼で雨が多い」というアーモンドの栽培に適した気候であることに着目し、この地で初めてアーモンド栽培を開始した。

### 1910年
- California Almond Growers Exchange（CAGE、カリフォルニアアーモンド取引所）の設立により、カリフォルニアのアーモンドは小規模農産物から「世界を率いる産業」へと発展した。

### 1914年
- CAGEは、後に90エーカー（約364,217㎡）もの広さを持つ、世界最大のナッツ加工工場を開設した。

### 1915年
- CAGEは、スペインやイタリアからの輸入品との差別化をはかり、高い品質であることの証として世界一希少な宝石になぞらえて「ブルーダイヤモンド」と命名した。

### 1931年
- 約4000のアーモンド農家が、2億ポンド（8万9286英t）ものアーモンドを供給した。
- 市場拡大のため、等級分け・シェリング（殻の取り除き）・その他の工程を刷新し、機械による品質チェックを導入した。

### 1949年
- Blue Diamond Smokehouse® （170グラム缶）を発売した。

### 1980年
- CAGEは正式に「ブルーダイヤモンドグロワーズ」（BDG）として認知される。

### 1986年
- 実際の農家（生産者）が出演する「A Can A Week」（1週間に1缶を食べよう！）キャンペーンを開始した。

### 2010年
- 15億ポンド（66万9643英t）を上回るアーモンドの供給体制を整えたことで、世界中の需要を満たすレベルになった。

### 2013年
- 当時の最新テクノロジーを採用した新工場を、カリフォルニアのターロック (カリフォルニア州)に開設した。
- 世界初となる、アーモンド製品の開発に特化した研究センター「ブルーダイヤモンドグロワーズイノベーションセンター」を開設した。